# Jordi Samper Montaña
Jordi Samper Montaña (nascido em 23 de abril de 1990) é um jogador espanhol de tênis profissional.